# CZ–2F
A CZ–2F(LM–2F) vagy Csang-cseng–2F (长征二号F, Changzheng–2F, jelentése: „Hosszú Menetelés–2F”) űrhajózási hordozórakéta, melyet az 1990-es évek végére a Kínai Népköztársaságban hoztak létre a CZ–2E rakéta továbbfejlesztésével. A kétfokozatú, folyékony hajtóanyagú rakéta feladata a Sencsou-program űrhajóinak Föld körüli pályára állítása. A maga kategóriájában legerősebb rakéta meghosszabbított változatának átmérője több mint három méter, hossza 56,4 méter.
A hordozórakéta első repülését 1999. november 19-én hajtotta végre, melynek során föld körüli pályára állította a Sencsou–1 (Shénzhōu Yīhào) űrhajót. 2003. október 15-én egy Hosszú Menetelés–2F juttatta űrbe Kína első űrhajósát, Jang Li-vej (Yáng Lìwěi)t a Sencsou–5 (Shénzhōu wǔ hào) űrhajó fedélzetén.

## Indítási napló
| Verzió  | Dátum és időpont (UTC)     | Starthely                 | Teher                       | Keringési pálya | Kilövés eredménye | Megjegyzés                                                  |
| ------- | -------------------------- | ------------------------- | --------------------------- | --------------- | ----------------- | ----------------------------------------------------------- |
| CZ–2F   | 1999. november 19. 22:30   | Csiucsüan (Jiuquan) SLS–1 | Sencsou–1 (Shénzhōu Yīhào)  | LEO             | sikeres           | A Sencsou űrhajó első repülése                              |
| CZ–2F   | 2001. január 9. 01:00      | Csiucsüan (Jiuquan) SLS–1 | Sencsou–2                   | LEO             | sikeres           | A második Sencsou kapszula, állatokkal a fedélzetén         |
| CZ–2F   | 2002. március 25. 14:00    | Csiucsüan (Jiuquan) SLS–1 | Sencsou–3                   | LEO             | sikeres           | A harmadik Sencsou teszt                                    |
| CZ–2F   | 2002. december 29. 16:40   | Csiucsüan (Jiuquan) SLS–1 | Sencsou–4                   | LEO             | sikeres           | Az utolsó tesztrepülés                                      |
| CZ–2F   | 2003. október 15. 01:00    | Csiucsüan (Jiuquan) SLS–1 | Sencsou–5 (Shénzhōu wǔ hào) | LEO             | sikeres           | Az első kínai emberes űrrepülés                             |
| CZ–2F   | 2005. október 12. 01:00    | Csiucsüan (Jiuquan) SLS–1 | Sencsou–6 (Shénzhōu lìuhào) | LEO             | sikeres           | A második űrrepülés, két emberrel a fedélzeten              |
| CZ–2F   | 2008. szeptember 25. 13:10 | Csiucsüan (Jiuquan) SLS–1 | Sencsou–7 (Shénzhōu Qī Hào) | LEO             | sikeres           | Háromszemélyes űrrepülés, az első űrsétával                 |
| CZ–2F/T | 2011. szeptember 29. 13:16 | Csiucsüan (Jiuquan) SLS–1 | Tienkung–1 (Tiāngōng yīhào) | LEO             | sikeres           | Az első kínai űrállomás, a CZ–2F módosított változatával    |
| CZ–2F/G | 2011. október 31. 21:58    | Csiucsüan (Jiuquan) SLS–1 | Sencsou–8                   | LEO             | sikeres           | személyzet nélkül, dokkolás kipróbálása                     |
| CZ–2F/G | 2012. június 16. 10:37     | Csiucsüan (Jiuquan) SLS–1 | Sencsou–9                   | LEO             | sikeres           | dokkolás a Tienkung–1 (Tiāngōng yīhào) űrmodullal           |
| CZ–2F/G | 2013. június 11. 09:38     | Csiucsüan (Jiuquan) SLS–1 | Sencsou–10                  | LEO             | sikeres           | dokkolás a Tienkung–1 (Tiāngōng yīhào) űrmodullal           |
| CZ–2F/T | 2016. szeptember 16.       | Csiucsüan (Jiuquan) SLS–1 | Tienkung–2 (Tiāngōng èrhào) | LEO             | sikeres           | Az második kínai űrállomás, a CZ–2F módosított változatával |
| CZ–2F/G | 2016. október 16. 23:30    | Csiucsüan (Jiuquan) SLS–1 | Sencsou–11                  | LEO             | sikeres           | dokkolás a Tienkung–2 (Tiāngōng èrhào) űrmodullal           |
| CZ–2F/G |                            | Csiucsüan (Jiuquan) SLS–1 | Sencsou–12                  |                 | tervezett         |                                                             |